# Lilltjärnet (Mangskogs socken, Värmland)
Lilltjärnet är en sjö i Arvika kommun i Värmland och ingår i Göta älvs huvudavrinningsområde. Sjöns area är 0,021 kvadratkilometer och den befinner sig 241 meter över havet.